# Magdalena Krukowska
Magdalena Krukowska, född 1987, är en polsk kanotist.
Hon tog bland annat VM-silver i K-2 200 meter i samband med sprintvärldsmästerskapen i kanotsport 2011 i Szeged.